# Haltere la Jocurile Olimpice de vară din 1896
Probele sportive de haltere la Jocurile Olimpice de vară din 1896 au avut loc la 7 aprilie pe Stadionul Panathenaic. În program au figurat 2 probe: ridicarea cu o mână și ridicarea cu două mâini. Primele două locuri au fost ocupate de aceiași doi atleți, câte unul în fiecare probă. Medaliile de bronz au fost împărțite de cei doi halterofili greci. În total, au concurat șapte atleți din cinci națiuni.

## Rezultate

### Clasamentul țărilor
| Loc   | Țară           | Aur | Argint | Bronz | Total |
| ----- | -------------- | --- | ------ | ----- | ----- |
| 1     | Danemarca      | 1   | 1      | 0     | 2     |
| 1     | Marea Britanie | 1   | 1      | 0     | 2     |
| 3     | Grecia         | 0   | 0      | 2     | 2     |
| Total | Total          | 2   | 2      | 2     | 6     |

## Sumarul medaliilor
| Categorie                       | Aur                                      | Argint                                   | Bronz                                  |
| Ridicarea cu o mână Detalii     | Launceston Elliot · Marea Britanie (GBR) | Viggo Jensen · Danemarca (DEN)           | Alexandros Nikolopoulos · Grecia (GRE) |
| Ridicarea cu două mâini Detalii | Viggo Jensen · Danemarca (DEN)           | Launceston Elliot · Marea Britanie (GBR) | Sotirios Versis · Grecia (GRE)         |